# Astragalus tshegemensis
Astragalus tshegemensis är en ärtväxtart som beskrevs av Anatol I. Galushko. Astragalus tshegemensis ingår i släktet vedlar, och familjen ärtväxter. Inga underarter finns listade i Catalogue of Life.